# Beyatt Lekweiry
Beyatt Lekweiry (Nuadibú, 11 de abril de 2005) es un futbolista mauritano. Juega de centrocampista y su equipo es el F. C. Lausana-Sport de la Superliga de Suiza. Es internacional absoluto por la selección de Mauritania desde 2022.

## Trayectoria
Formado en las inferiores del FC Nouadhibou, fue enviado a préstamo al AS Douanes en 2021.
En septiembre de 2022 fue incluido en la lista de promesas del fútbol mundial del periódico británico The Guardian.
En agosto de 2024 fichó por el N. K. Istra 1961 croata. Tras solo media campaña, el siguiente mes de febrero se marchó a Suiza para jugar en el F. C. Lausana-Sport hasta 2028.

## Selección nacional
Con 15 años, formó parte del equipo de la selección sub-20 de Mauritania que disputó la Copa Árabe Sub-20 2020.
A nivel adulto, fue citado para disputar la Copa Africana de Naciones Sub-20 de 2021, pero se perdió el certamen por una lesión.
Con 16 años, fue llamado para disputar la Copa Africana de Naciones 2021 siendo el jugador más joven del torneo. Debutó con la selección de Mauritania el 20 de enero de 2022 ante Malí en el último encuentro de la fase de grupos.

### Participaciones en copas
| Copa                           | Sede    | Resultado      |
| ------------------------------ | ------- | -------------- |
| Copa Africana de Naciones 2021 | Camerún | Fase de grupos |

## Clubes
| Club                | País       | Año           |
| ------------------- | ---------- | ------------- |
| FC Nouadhibou       | Mauritania | 2020-2021     |
| AS Douanes          | Mauritania | 2021-2024     |
| N. K. Istra 1961    | Croacia    | 2024-2025     |
| F. C. Lausana-Sport | Suiza      | 2025-presente |